# Klerksdorp
Klerksdorp – miasto w Południowej Afryce, w Prowincji Północno-Zachodniej, na południowy zachód od Johannesburga. Około 190 tys. mieszkańców, z czego większość rasy białej. Jest to duży ośrodek eksploatacyjny złota i uranu. W mieście rozwinął się przemysł metalowy, cementowy oraz spożywczy.